# Club Atlético Provincial
O Club Atlético Provincial, também conhecido como Provincial de Rosario,  é um clube poliesportivo argentino, com destaque no atletismo, basquete, boxe, hóquei em campo, ginástica, futebol, futsal, artes marciais, natação, tênis, vôlei, pólo aquático e luta livre.. O time masculino  foi campeão nacional e medalhista de prata no Campeonato Sul-Americano de Clubes. Atualmente tem destaque no pólo aquático joga na primeira divisão da liga argentina, a Liga de Honra .

## Histórico
Nos primórdios do século XX, o departamento de futebol em Rosário restringia a alguns clubes, a juventude então procuraba tais estabelecimentos recreativos quando desejassem praticá-lo, chegando a formar por curto prazo de tempo o "San Martín", sem estrutura para vislumbrar ser um clube, necessitava de pessoas imbuídas para tal feito ocorrer, eis que surgiria um homem capaz de gerenciar, na época dedicava-se ao Banco Espanhol, tratava-se de Juan A Cecchi,  e juntamente a outros precursores fundariam o Provincial Athletic Club.
Ele acolhia os garotos de Salta e Bulevar Orono, a fundação do clube deu-se em 25 de maio de 1903, coincidindo com um novo aniversário da revolução de 1810,  entre seus fundadores e iniciadores em sua maioria jovens moradores do antigo Mercado Modelo, bancários e ferroviários, sendo acrescido de sobrenomes que  se dedicaram ao clube, tais como: Risso Patrón, Lehmann, Navarini, Eguiazu, Alvarez, Hiriart, González, Uranga, Cordón, De Mitri, Buther, Doyle, Leuda, Petit, Martínez, Moreno, Clerici, Clohessy, Broft, Soria, Majorano, Rogers, Demarchi, Jauregui, Montero, Bollero, Piona, Flaherty, Fabregas, Vilamajó, Postonyach, Yenquis, etc. Entre os sócios fundadores estavam os jovens Pablo e Dario Martínez, Ricardo e Juan Cecchi, Natalio e José Navarini, A. González e T. Luimbourne.
O clube tinha como atividade de início  o futebol, seu primeiro campo estava no quarteirão delimitado pelas ruas Pueyrredón, Tucumán, Rodríguez e Catamarca, onde permaneceu até 1906, quando obteve da Prefeitura de Rosario a concessão de uma fração de terreno em que limites de o Parque Independencia, onde  está atualmente o Paseo del Rosedal. E foi neste local que se inaugural o segundo campo, e junto a ele uma caixa de madeira, com instalações para balneários, ao mesmo tempo que serviu de secretaria e local de reunião dos dirigentes em algumas casas particulares,  com aluguel de um quarto se instalou a primeira secretaria propriamente dita no dia na rua Entre Ríos, 285.
Em 1915 teve que abandonar sua localização, e obteve nova concessão da Prefeitura, no mesmo Parque da Independência, desta vez no chamado Parque Escolar, na fração delimitada por Bulevar 27 de Febrero, Rua Pueyrredón, Avenida Dante Alighieri e estádio municipal. No ano seguinte, o novo estádio foi inaugurado, com um amistoso contra o clube Platense, de Buenos Aires. Embora as suas origens fossem puramente futebolísticas, as preocupações dos dirigentes orientaram-se desde muito cedo para outras modalidades desportivas, cuja incorporação na prática dos seus membros foi paulatinamente operante, como atesta a grande diversidade daquelas que a instituição possui atualmente.
Era o atletismo, que seguia o futebol, mesmo quando não havia pista para isso em sua sede em Rosedal. No início do ano de 1910, foi incorporada definitivamente à instituição, quando os dirigentes organizaram o primeiro Torneio Atlético Internacional, juntamente com o Club Atlético Argentino (hoje Gimnasia y Esgrima), em sua pista.Em 1920, foi construída a primeira quadra de tênis na sede, dando vida a mais uma atividade. Nos anos seguintes, houve um crescimento ininterrupto deste ramo e hoje, após cem anos de trabalho, há um número significativo de quadras e atletas, colocando o clube entre as principais instituições que o praticam na cidade.
As primeiras quadras de boliche foram construídas em 1921, acrescentando um novo motivo de recreação para os membros. Ao longo dos anos, sua organização, que fala de um verdadeiro esporte popular, foi definitivamente estabelecida, o jogo de bocha atualmente possui um dos melhores estádios cobertos de Rosário, inaugurado em 1940 e é motivo de orgulho para a instituição. Campeonatos provinciais e nacionais, bem como outros torneios importantes, são realizados anualmente em suas quadras.
O basquete foi incorporado em 1923, e no início daquele ano foi construída a primeira quadra. No início da prática deste esporte na cidade, o Provincial foi um dos principais divulgadores do mesmo. Além disso, devido à tenacidade e fé de Don Juan Cecchi, foi fundada em 1926 a Associação Rosarina desse esporte, cujo primeiro campeonato oficial da primeira divisão foi brilhantemente obtido pela equipe provincial.Ao longo dos anos, novos esportes foram adicionados, como o beisebol, sendo o clube um dos iniciadores e fundadores da federação local. Foram adicionados patinação, luta livre, judô, ginástica plástica e aparelhos de grande porte, levantamento de peso, paddle ball, natação, vôlei, etc.
As obras no clube ao longo do tempo foram uma preocupação dos sócios, e assim aconteceram desde o campo Pueyrredón e Tucumán, passando pelo campo esportivo do Parque Independencia, as edificações da sede, a compra do terreno em 1948 e a posterior instalação do Estádio Anexo “José C. Cura”, e a construção do Estádio Coberto na Sede, em 1982. Na vida do clube provincial, muitos nomes meritórios aparecem entre seus dirigentes, como Juan A. Cecchi, Patricio Doyle, José Cura, Jaime Olive, Juan Fasce, Emilio Navarini, Salvador Bonilla, etc.
Ao passar em revista a vida desportiva da instituição, surgem centenas de nomes, como os atletas olímpicos Luis Brunetto, Guillermo Geary, Rubén Leibo, Susana Procopio, Carlos Bracconi, Daniel Navarrete, e outros como Marino Figna, Alejandro Barlett, Julio Sorrequietta, etc. . Mas acima de todos eles a figura maior foi sem dúvida o mencionado, Luis Brunetto, que em 1924, nas Olimpíadas de Paris, ficou em segundo lugar no salto triplo, conquistando os primeiros pontos para o país em uma competição olímpica. Foi campeão argentino e sul-americano e recordista por muitos anos.
Desde o começo promoveu e estimulou atividades sociais e culturais, mobilizando as inquietações artísticas dos associados. O estável grupo teatral do clube obteve repetidos sucessos com suas representações, enquanto o clube fotográfico e os concursos internacionais de transcendência faziam parte da intensa atividade cultural. A revista "CAP", com o seu lema: "cooperação, amizade, progresso", noticiou durante muitos anos a vida social, cultural e desportiva do clube. Realizaram-se diferentes reuniões sociais, promoveu-se a aproximação às tradições do país e os cursos especiais de danças nativas, dando origem à peña folclórica. danças de carnaval, Mereceram a atração de toda Rosario por sua originalidade e porque a cada ano se apresentavam novidades na decoração e seleção dos conjuntos orquestrais. Desta forma foram considerados na sua época como os mais importantes do interior do país.
A chegada do seu centenário, no próximo dia 25 de maio de 2003, encontra o Clube Atlético Provincial na valiosa tarefa de formar, humana e esportivamente, milhares de crianças e jovens que em suas instalações encontram um ambiente saudável e estimulante para desenvolver suas habilidades através a prática de mais de vinte modalidades esportivas e atividades culturais e sociais. Cumprindo esta importante tarefa, o Clube constitui um ambiente propício para que toda a família funcione num clima favorável ao descanso e convívio social, obtendo da amizade e cooperação entre os sócios a possibilidade de alcançar a plena integração social.
Em permanente interação com a comunidade, o Clube acolhe, por diversas vezes, diversas Instituições, oficiais e privadas, que organizam nas suas instalações eventos desportivos ou sociais, principalmente para crianças e jovens da Cidade.De 2002 a 2011, sob o governo de um Fundo Judicial, o Club Atlético Provincial se encontrava em uma fase de reestruturação que lhe permitiu continuar prestando à comunidade o inestimável serviço de manter um ambiente saudável de desenvolvimento físico e espiritual para toda a cidade de Rosario, da qual ele é parte insubstituível.
A comemoração do seu primeiro centenário realizou-se a 24 de Maio de 2003, com um grande jantar que reuniu todos aqueles que somaram a sua alegria pelo facto de uma Instituição tão benéfica para toda a comunidade poder, apesar de todas as dificuldades que teve de ultrapassar , continua o seu caminho ao serviço do desporto, da família e da Cidade.Atualmente e há alguns anos sob uma Diretoria eleita pelos sócios através de eleições, o Clube está no caminho que nunca deveria ter abandonado, buscando recuperar a identidade que em 2014 sustenta 111 anos de rica história.

## Basquetebol masculino
Possui oito título do Campeonato  da ARBB (Asociación Rosarina de Basquetboll), nos anos de 1926, 1972, 1974, 1975, 1986, 1987, 1991 y 1995.

## Futsal
Possui times nos dois naipes e  conquistou em 2019 o título do Torneo de Verano 2019 (Primera ARF).

## Voleibol masculino
Em 1971 obteve a medalha de bronze no Campeonato Sul-Americano de Clubes